# Жёлтиково (Московская область)
Жёлтиково — посёлок станции в Сергиево-Посадском районе Московской области России, входит в состав городского поселения Хотьково, (1994—2006 гг. — в составе Митинского сельского округа).
Образован при одноимённой железнодорожной станции Большого кольца Московской железной дороги, открытой в 1944 году на участке Дмитров — Пост 81 км Московской железной дороги, от которой получил своё название.

## Население
| 2002 | 2006 | 2010 |
| ---- | ---- | ---- |
| 112  | →112 | ↘107 |

## География
Посёлок станции Жёлтиково расположен на севере Московской области, в юго-западной части Сергиево-Посадского района, примерно в 47 км к северу от Московской кольцевой автодороги и 12 км к западу от железнодорожной станции Сергиев Посад, у линии Большого кольца Московской железной дороги.
В 12 км юго-восточнее посёлка проходит Ярославское шоссе М8, в 18 км к югу — Московское малое кольцо А107, в 12 км к северо-востоку — Московское большое кольцо А108, в 27 км к западу — Дмитровское шоссе А104. К посёлку приписано четыре садоводческих товарищества (СНТ). Ближайшие сельские населённые пункты — посёлок Мостовик, деревни Стройково и Шапилово.